# لا أحد 2 (فلم 2025)
لا أحد 2 هو فيلم أكشن أمريكي قيد التطوير، يُفترض أن يكون الجزء الثاني من فيلم لا أحد الذي صدر سنة 2021 من بطولة بوب أودينكيرك. نال الفيلم الأول إشادة نقدية وحقق نجاحًا ماليًا، مما دفع شركة الإنتاج إلى تطوير جزءٍ ثانٍ. وحتى مايو 2025، لم يتم الإعلان عن تاريخ إصدار رسمي للفيلم.

## الخلفية
صدر فيلم *Nobody* سنة 2021، وحقق أكثر من 57 مليون دولار عالميًا رغم القيود المفروضة أثناء جائحة كورونا. نال الفيلم إشادة خاصة بفضل أسلوب الأكشن المميز وأداء أودينكيرك، وهو ما شجع القائمين عليه للتفكير في جزء ثانٍ.

## الإنتاج
في أغسطس 2021، صرّح كاتب السيناريو ديريك كولستاد بأن العمل جارٍ على سيناريو جزء ثانٍ، مع نية إعادة نفس فريق العمل.
كما أبدى بوب أودينكيرك استعداده لتكرار الدور، مشيرًا إلى التزامه البدني بالتمارين واللياقة تحضيرًا لأي جزء جديد.

## التحديثات الأخيرة
في تقرير صادر عن موقع ددلاين هوليوود عام 2023، تم التأكيد على أن المشروع لا يزال قيد التطوير، إلا أن موعد التصوير أو الإخراج لم يُحدد بعد.

## روابط خارجية
- صفحة الفيلم على IMDb